# Прапрот
Прапрот (словен. Praprot) — поселення в общині Семич, регіон Південно-Східна Словенія, Словенія.